# Fara v Kyjích
Fara v Kyjích v Praze 9 stojí v ulici Prelátská proti kostelu svatého Bartoloměje. Je chráněna jako nemovitá kulturní památka České republiky.

## Historie
Fara kostela sv. Bartoloměje se poprvé připomínána roku 1306. Za husitských válek zanikla a znovu byla vystavěna v první polovině 18. století. K faře patří dvůr z 19. století s hospodářskými budovami se vstupní branou a zdí. Za budovou fary přiléhá zahrada.

## Popis
Jednopatrová budova obdélného půdorysu je kryta valbovou střechou; hlavní průčelí je obrácené k východu ke kostelu. Místnosti v přízemí mají valené klenby s výsečemi. Nad kamenným obdélným portálem s nadsvětlíkem je štukový reliéf s nápisem:
```
"PER CRUCEM SALUS - PAX VOBIS".
[
1
]
```

K faře patří hospodářské budovy a dvůr; budovy při severní a západní straně dvora pocházejí z 19. století. Mezi farou a hospodářským objektem vede kamenná zeď s bránou, která byla dříve zaklenuta. Jižněji od ní se nachází novodobá branka pro pěší.